# アス (バンド)
アス（Us）はフィンランド、ヘルシンキ出身のガレージロックバンドである。2024年にメジャー・デビューした。

## 概要
テオとラスムスが高校で結成したバンドが始まりとなる。テオはその後間もなく、兄のパンと弟のマックスとジャムを行っているときに、彼らにもバンドに加わってもらうことを決め、その後二人が加入。その後、もう1人の高校の友人であるレーヴィがドラマーとしてグループに加わり、アスが2021年に誕生した。

## メンバー
- テオ・ヒルヴォネン (Teo Hirvonen, 1996年6月3日 - ) … ボーカル、ギター[1]

バンドの中心人物で創設メンバーの一人、リードボーカルと作詞作曲を担当。
- マックス・ソメルヨキ (Max Somerjoki, 2001年8月27日 - ) … ギター、ボーカル[1]

テオの弟。
- パン・ヒルヴォネン (Pan Hirvonen, 1994年1月22日 - ) … ハーモニカ[1]

テオの兄、コーラスも担当している。
- ラスムス・ルオナコスキ (Rasmus Ruonakoski, 1998年10月22日 - ) … ベース[1]

バンドの創設メンバーの一人。
- レーヴィ・ヤムサ (Leevi Jämsä, 1998年2月5日 - ) … ドラム[1][2]

テオとラムルスの高校時代の友人。二人に誘われて加入。

## 歴史

### バンド結成
テオが高校時代にバンドを結成したいと思っていて、学校の廊下でラスミスを見かけた時「洋服がかっこいいから、"絶対あいつは楽器をやってるな"と思った」のが結成のきっかけとなる。ラスムスはテオの予想通り楽器を演奏した。テオはラスムスとバンドを結成したが、テオは兄弟のパンやマックスの3人とも演奏していて、二人はラスムスのバンドの曲に詳しかったし、演奏も美味かった。しかし二つのバンドが分かれてるとライバルみたいになってしまうので、取り込んでやろうと思って合流させた。その後バンドは解散してしまうが、今度はリーヴィをバンドに入れることとなり、2021年にアスが結成された。
バンド名は、DJ／ミュージシャンのギャズ・メイオール(Gaz Mayall)が、当時別の名前で活動していた彼らを初めて見たときに軽い気持ちで口にしたものを採用した。バンドがイギリスで初めてのライヴがギャズのクラブであり、フジロック出演の帰りであったがギャズが来店し、ライブ終了後にギャズから「君たち、良かったけど名前変えたほうがいいね。USにしたほうがいい」、「僕はもう30年間、USという名前がぴったりなバンドが出てくるのを待ってたんだよ」と言われ、その時ははあまりピンと来なかったそうだが、お互い冗談みたいな感じで「US」と呼び始め、その後定着した。
その後フィンランド周辺でのショウから活動をスタートさせた。フィンランドのライヴ会場がコロナ禍で閉鎖されていた間はバルト海沿岸国でライヴを行っていた。ロックダウンが終わってからはイギリスに渡る。2021年にはシングル『Paisley Underground』をリリース。
その後、2023年には全英で65回のショウを敢行。うちグラストンベリー・フェスティバルでは9公演、アメリカ・デトロイト出身のパンクバンド、エレクトリック・シックスのサポートを12回務めた。その後オランダのユーロソニック・フェスティヴァルのの2公演をSOLD OUTにし、2024年に本格的に活動を始動。

### デビュー・アルバム『UNDERGROUND RENAISSANCE』
イギリスのバンド ザ・リバティーンズが所有する建物の中には、ホテル、レコーディング・スタジオ、パブがあり、バンドがパブでコースティック・ライブをやっていた時にカール・バラーが観に来ており、ライブ終了後にカールがバンドにスタジオ「ジ・アルビオン・ルームズ(The Albion Rooms)」を案内した後、「ここでレコーディングしてもいい」と言われ、パブでのライブ、建物のある街で開催されたでチャリティ・ショー、レコーディングを、同時に3つ進行した。レコーディング・セッションが始まったときはそんなに綿密なプランはなく、そのときに自分たちが演奏できる曲をとりあえずレコーディングしようということになり、終わってみたら実はアルバム分ぐらいの曲が録れていたそうで、レコーディングは1日で終了した。2024年2月上旬には再びイギリスに向かい、ヘッドライナーとしてのショウを行った。
アルバム発売前の2024年に先行シングル『Night Time』をリリース。5月22日には、ファーストアルバム『UNDERGROUND RENAISSANCE』が日本先行販売された。

## ディスコグラフィー

### オリジナル・アルバム
- 『アンダーグラウンド・ルネッサンス』（Underground Renaissance）
  - (CD)2024年5月22日[1]、(アナログレコード)2024年9月22日[7]

### シングル
- 『ペイズリー・アンダーグラウンド』（Paisley Underground）　2021年3月14日[4]
- 『ナイト・タイム』（Night Time）　2024年2月9日[6]

## 日本公演
- FUJI ROCK FESTIVAL '24[2][8]

7月26日 GREEN STAGE（ROUTE 17 Rock’n’Roll ORCHESTRA（feat. トータス松本、TOSHI-LOW、後藤正文、GLIM SPANKY、US）として出演）、CRYSTAL PALACE TENT、7月27日 GAN-BAN SQUARE（アコースティックLIVE）、7月28日 RED MARQUEE
- "FUJI ROCK SPECIAL" US[9]

2024年7月30日 渋谷WWW X